# 赤松一朗
赤松 一朗（あかまつ いちろう、1955年10月17日 - ）は、福井県出身の元プロ野球選手（投手）。

## 来歴・人物
丸岡高校では、1973年夏の甲子園県予選準々決勝に進むが三国高に敗退。地元の福井工業大学へ進学し、北陸大学野球リーグで活躍。3年秋に明治神宮大会初戦で先発したが、大宮龍男、石毛宏典らが出場した駒澤大に敗れた。大学卒業後は電電北陸へ入社。エースとして1979年の都市対抗に13年ぶりに出場。1回戦は新日鐵堺を延長10回の末降すが、2回戦では日本楽器の武居邦生に逆転打を喫し敗退。サイドハンドから、カーブ、シュート、シンカーを武器とした。
1979年ドラフト会議で阪神タイガースから2位指名され入団。1983年に一軍初登板を果たすが、故障もあって同年限りで現役を引退した。
1997年、社会人野球の全播磨硬式野球団監督に就任。その後、2006年より部長となる。

## 詳細情報

### 年度別投手成績
| 年 度     | 球 団     | 登 板 | 先 発 | 完 投 | 完 封 | 無 四 球 | 勝 利 | 敗 戦 | セ 丨 ブ | ホ 丨 ル ド | 勝 率 | 打 者 | 投 球 回 | 被 安 打 | 被 本 塁 打 | 与 四 球 | 敬 遠 | 与 死 球 | 奪 三 振 | 暴 投 | ボ 丨 ク | 失 点 | 自 責 点 | 防 御 率 | W H I P |
| --------- | --------- | ----- | ----- | ----- | ----- | -------- | ----- | ----- | -------- | ----------- | ----- | ----- | -------- | -------- | ----------- | -------- | ----- | -------- | -------- | ----- | -------- | ----- | -------- | -------- | ------- |
| 1983      | 阪神      | 2     | 0     | 0     | 0     | 0        | 0     | 0     | 0        | --          | ----  | 5     | 1        | 1        | 0           | 1        | 0     | 0        | 1        | 1     | 0        | 2     | 2        | 18.00    | 2.00    |
| 通算：1年 | 通算：1年 | 2     | 0     | 0     | 0     | 0        | 0     | 0     | 0        | --          | ----  | 5     | 1        | 1        | 0           | 1        | 0     | 0        | 1        | 1     | 0        | 2     | 2        | 18.00    | 2.00    |

### 記録
- 初登板：1983年4月24日 対中日ドラゴンズ2回戦（ナゴヤ球場）6回裏から1回を無失点

### 背番号
- 15 （1980年 - 1982年途中）　※南海から阪神に復帰した上田次朗に背番号を譲り49に変更
- 49 （1982年途中 - 1983年）